# Íngrid Olderöck
Olderöck  Benhard est un nom espagnol. Le premier nom de famille, en général paternel, est Olderöck ; le second, en général maternel, souvent omis, est Benhard.
Íngrid Felicitas Olderöck Benhard (1944 - 17 mars 2001), connue comme « La femme des chiens », est une officière des carabiniers du Chili, avec grade de major, qui en 1973 s'est convertie en agente de la Direction nationale du renseignement (DINA), responsable de violations des droits humains pendant les premières années de la dictature militaire au Chili.

## Biographie
Descendante d'Allemands proches du nazisme (son père provenait de Hambourg et sa mère de Munich), elle émigre au Chili avec ses parents et ses sœurs. Selon Nancy Guzmán, journaliste et autrice du livre Ingrid Olderöck : la femme des chiens, la future agente a été élevée dans un environnement familial très autoritaire, où existait un certain mépris de la culture latine, moins encline à l'ordre : « Yo soy nazi desde pequeña, desde que aprendí que el mejor período que vivió Alemania fue cuando estuvieron los nazis en el poder, cuando había trabajo y tranquilidad y no había ladrones sinvergüenzas. » (« Je suis nazie depuis petite, depuis que j'ai appris que la meilleure période qu'ait vécu l'Allemagne c'est quand les nazis étaient au pouvoir, quand il y avait du travail et de la tranquillité et pas de voleurs canailles. »).

### Violations des droits humains
En octobre 1973, Olderöck rejoint la DINA avec le grade de capitaine et participe à l'école féminine de l'institution, où elle enseigne à environ 70 femmes des méthodes de torture et de tactiques répressives contre des adversaires à la dictature militaire,. Des sources signalent que dans l'exercice de ses fonctions à la DINA, elle connaît des secrets liés au Projet Andrea, conduit par la dictature militaire de Pinochet pour fabriquer et utiliser du gaz sarin destinés aux opposants.
En 1974, la DINA crée les premiers centres de détention. Parmi eux figure la Venda Sexy, où Olderöck commet des tortures et des viols en utilisant un chien du nom de « Volodia ». Dans une interview à The Clinic, une des victimes, Alejandra Holzapfel, raconte qu'Olderöck avait dressé le chien pour qu'il viole, et qu'elle dirigeait l'animal, pendant que les autres tortionnaires obligeaient les détenus (hommes et femmes) à prendre des positions qui facilitaient cette torture.

### Attentat et retraite
Le 15 juillet 1981, elle est victime d'un attentat perpétré à son domicile ; elle reçoit une balle dans la tête de la part d'un commando du Mouvement de la gauche révolutionnaire (MIR), après quoi elle prend sa retraite des Carabiniers. Olderöck soutient que, bien que perpétré par le MIR, l'attentat aurait été planifié par les Carabiniers du Chili en représailles à sa désertion. Selon Nancy Guzmán, Olderöck « a toujours insisté sur le fait que le défunt général César Mendoza a commandité son assassinat et que c'est le major Julio Benimelli qui s'en est chargé ».
Olderöck meurt le 17 mars 2001 à l'âge de 57 ans, des suites d'une hémorragie digestive aiguë. Ses violations aux droits humains sont restés impunies. Quand elle était encore en vie, elle faisait croire qu'elle était folle à cause du projectile logé dans sa tête après l'attentat.